# Caragh
Caragh is een plaats in het Ierse graafschap Kildare. De plaats telt 1.492 inwoners.
Het plaatsje heeft onder andere als attractie het aquaduct waar de rivier de Liffey en het Grand Canal elkaar kruisen.